# 本間宇兵衛
本間 宇兵衛（ほんま うへえ、1871年3月24日〈明治4年2月4日〉 - 没年不明）は、日本の実業家、政治家。

## 経歴
新潟県佐渡郡畑野村（現佐渡市）生まれ。1890年4月、商業目的のため北海道札幌市南三条東一丁目に一時身を寄せ各地視察の途にあったが、8ケ月間にして遂げるに至る。
後兵役検査のため一時帰国し、1893年来道、日高国幌泉郡に移住し5ケ年間商業に奮闘する。1898年の秋に十勝は未開地で広漠たる平原地と知り、同年広尾港に転住し、日用雑貨商を営む。
日増人口増加に伴い、海産物仲買その他醤油味噌製造販売業を経営し、一歩を進め、事業を拡張し、販路を広め、優良品本位を以て、需要者に販売し、予期以上の成功を遂げる。「豪商家」と称揚される。
また本間は公共心あり、信用厚く村会議員に推挙されて村治に尽瘁する。

## 人物
敬神崇祖の念に富み、1906年に郷社十勝神社の氏子総代となる。住所は北海道広尾郡茂寄村、北海道広尾郡広尾村字広尾本通9丁目。